# Ламба (остров)
Ламба (англ. Lamba) — небольшой необитаемый остров, входящий в архипелаг Шетландских островов на севере Шотландии. Входит в группу из примерно 84 необитаемых Шетландских  островов. 
Расположение
Находится в проливе Йелл между островами Мейнленд и Йелл, в 1,5 км (0,93 мили) к северу от входа в залив Саллом-Во и в 1,4 км (0,87 мили) к востоку от береговой линии материка, возле деревни Оллаберри на острове Мейнленд. 
Площадь и рельеф
Возвышаясь на высоту 35 метров над уровнем моря, он занимает площадь 43 гектара (0,17 квадратных миль). 
Особенности и достопримечательности
Основными особенностями острова являются 27-метровый маяк, обозначающий вход в залив Саллом-Во, и примыкающая к маяку мачта связи.

## Другие острова с похожим назвснием
- Ламба на Фарерских островах
- Ламбей в Ирландии, графство Дублин